# Albrechtice u Českého Těšína (nádraží)
Albrechtice u Českého Těšína (do roku 1924 Albersdorf) jsou železniční stanice v Albrechticích, okres Karviná.

## Historie
Původní trať z Kunčic do Prostřední Suché byla uvedena do provozu 15. listopadu 1911, dále z Prostřední Suché přes dnešní území Polska do Českého Těšína 1. září 1914. Po posunutí hranic byl úsek vedoucí Polskem v roce 1931 zrušen a byla vybudována přeložka po českém území. Přeložka trati z Havířova do Albrechtic mimo Prostřední Suchou byla dána do provozu v roce 1962, včetně zdvoukolejnění a dílčích posunů celé trasy Ostrava-Kunčice – Český Těšín. Větev trati z Ostravy-Kunčic přes Vítkovice do Polanky nad Odrou a Ostravy-Svinova byla dána do provozu 22. prosince 1964. Současně s přeložkami a zdvoukolejněním proběhla v letech 1961 až 1965 také elektrizace trati.
V roce 1914 byla postavena společností Ostravsko-frýdlantská dráha v zastávce Albrechtice nová dvoupodlažní staniční budova. Dne 1. srpna 1963 byla uvedena do provozu nová staniční budova, která byla od staré vzdálena asi sto metrů. Stará budova sloužila jako hostinec pod názvem Rakovec až do roku 1987, kdy byla určena k demolici. V roce 2020 je plánována oprava pláště budovy v hodnotě tří miliónů korun.

## Trať
Železniční stanicí Albrechtice u Českého Těšína prochází železniční trať Ostrava-Svinov – Český Těšín.